# Oleg Ostapenko
Oleg Ostapenko (né le 3 mai 1957 à Pokoshychi, Oblast de Tchernihiv, Ukraine) est un militaire russe qui après avoir occupé les postes de  responsable des Forces spatiales (missiles stratégiques) puis de vice-ministre de la Défense est nommé à la tête de l'agence spatiale russe Roscosmos en octobre 2013. Chargé comme son prédécesseur de contribuer à la réforme du secteur spatial russe il est démis de ses fonctions en janvier 2015. Les heurts de son agence avec le holding public ORKK qui rassemble depuis fin 2013 l'ensemble des entreprises du secteur spatial, semblent à l'origine de sa disgrâce. Le responsable de l'ORKK, Igor Komarov reprend le poste occupé par Ostapenko. L'agence spatiale russe est par la suite intégrée dans la holding ORKK qui adopte l'appellation Roscosmos.